# Arménie perse
Ne doit pas être confondu avec Persarménie ou Arménie Sassanide.
1502–1828
Entités précédentes :
- Aq Qoyunlu

Entités suivantes :
- Empire russe (Arménie russe)

L’Arménie perse ou Arménie iranienne désigne l'Arménie sous la domination iranienne de 1502 à 1828, au sein de l'Empire perse. Cette partie de l'Arménie historique est divisée en 1747 entre khanat d'Erevan, khanat de Nakhitchevan et khanat du Karabagh. Elle disparaît définitivement avec le traité de Turkmanchai, qui l'annexe à la Russie.

## Histoire
Pendant tout le XVIe et le début du XVIIe siècles, l'Arménie est le champ de bataille sur lequel s'affrontent les Ottomans et les Perses, passant tour à tour sous la domination des uns ou des autres. Le traité de Qasr-i-Chirin met fin à cette situation en 1639 et accorde l'Arménie orientale à la Perse. Le pays est alors fortement dépeuplé, à la suite de la décision d'Abbas Ier de Perse (exécutée en 1604-1605) de déporter des Arméniens dans la région d'Ispahan, afin d'y créer un centre de commerce à la Nouvelle-Djoulfa, mais aussi de vider la région devant les armées ottomanes et empêcher leur approvisionnement.
Au début du XVIIIe siècle, à la suite du déclin de la Perse séfévide et des premières incursions russes dans le Caucase, les Ottomans décident de réagir et marchent sur l'Arménie perse ; Erevan tombe ainsi le 7 juin 1724, mais le Karabagh et le Zanguezour résistent sous la direction de David Bek ; ce n'est que dans les années 1730 que des troupes perses réussissent à reprendre la région. En 1747, à la mort de Nâdir Châh, l'Arménie perse est répartie entre trois khanats relativement autonomes, les khanats d'Erevan, de Nakhitchevan et du Karabagh.
Le début du XIXe siècle voit l'Arménie perse peu à peu tomber aux mains des Russes. La guerre russo-persane de 1804-1813, conclue par le traité de Golestan, donne lieu à la prise du khanat du Karabagh. Quant à eux, les khanats d'Erevan et de Nakhitchevan tombent à l'issue de la guerre russo-persane de 1826-1828, entérinée par le traité de Turkmanchai. L'Arménie perse fait alors place à l'Arménie russe.